# کرستویو (کالیفرنیا)
کرستویو (به انگلیسی: Crestview) یک منطقهٔ مسکونی در ایالات متحده آمریکا است که در شهرستان مونو، کالیفرنیا واقع شده‌است. کرستویو ۲٬۲۹۲ متر بالاتر از سطح دریا واقع شده‌است.